# Farman F.190
Le Farman F.190 est un avion de transport construit en France dans les années 1920 et 1930. C'était un monoplan de configuration classique avec aile haute haubanée, une cabine fermée et un train d'atterrissage classique avec roulette de queue. Populaire à la fois comme avion privé et avion taxi, 30 exemplaires ont également été exploités par des compagnies aériennes en France et ailleurs en Europe. Quinze de ceux-ci ont rejoint la flotte d'Air France en 1933 quand elle a intégré les flottes de plus petites compagnies qu'elle avait absorbées.
Une version ambulance fut construite sous le nom de F.197S (S pour "Sanitaire") avec mise à disposition de deux places couchées et d'une place pour un accompagnateur.
En 1932, une version avec une cabine légèrement agrandie, un empennage modifié et une hélice quadripale est entrée en production sous le nom de Farman F.390.

## Variantes

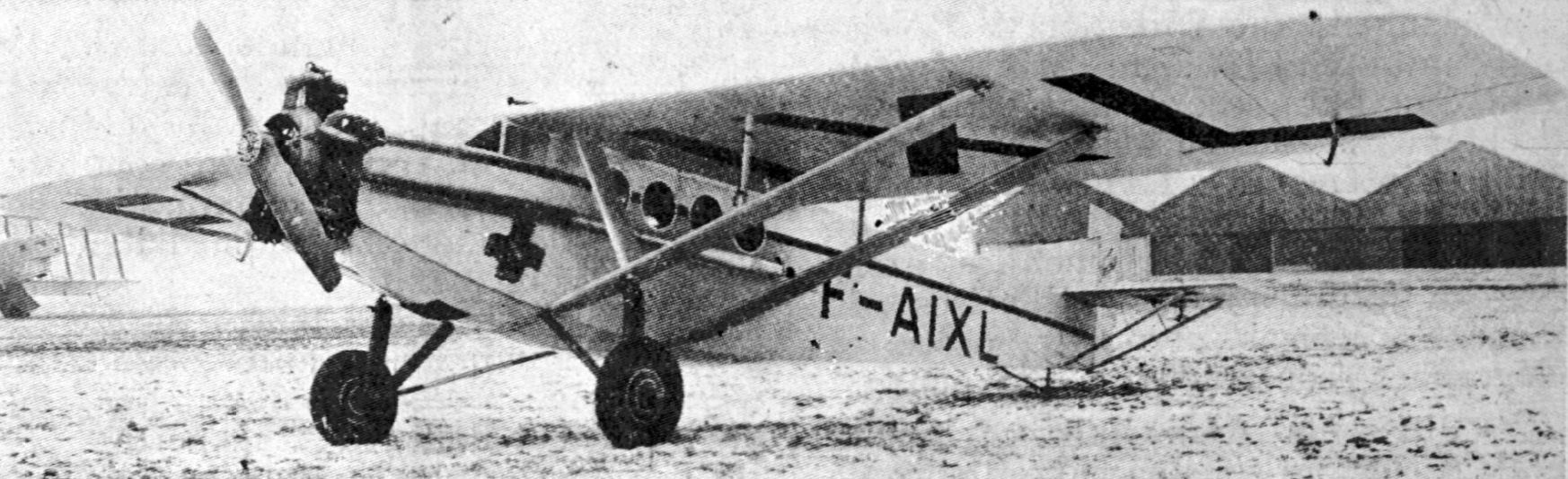
F.190 en version sanitaire en 1929.

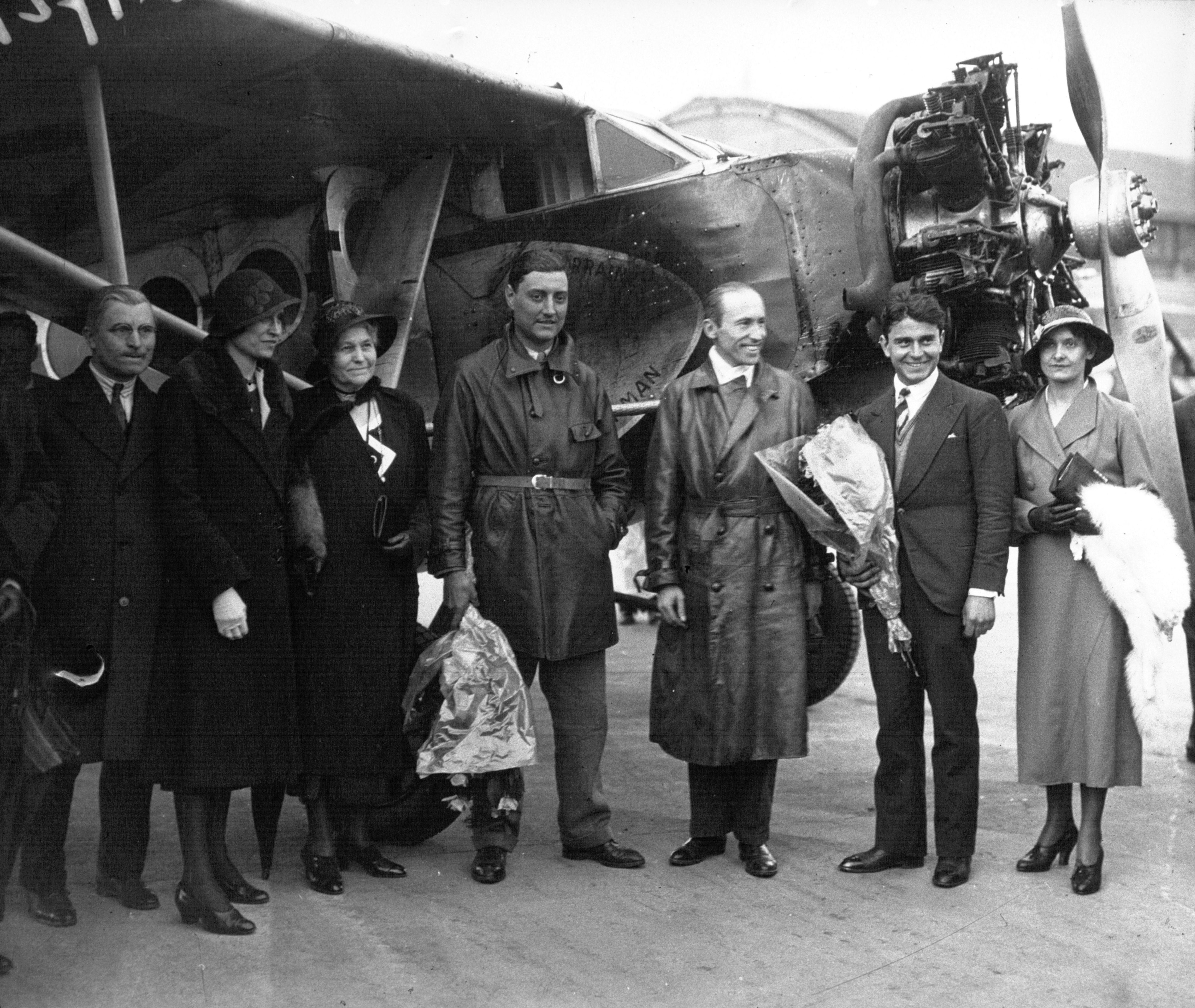
Farman F.197 Paris au Bourget en 1932.

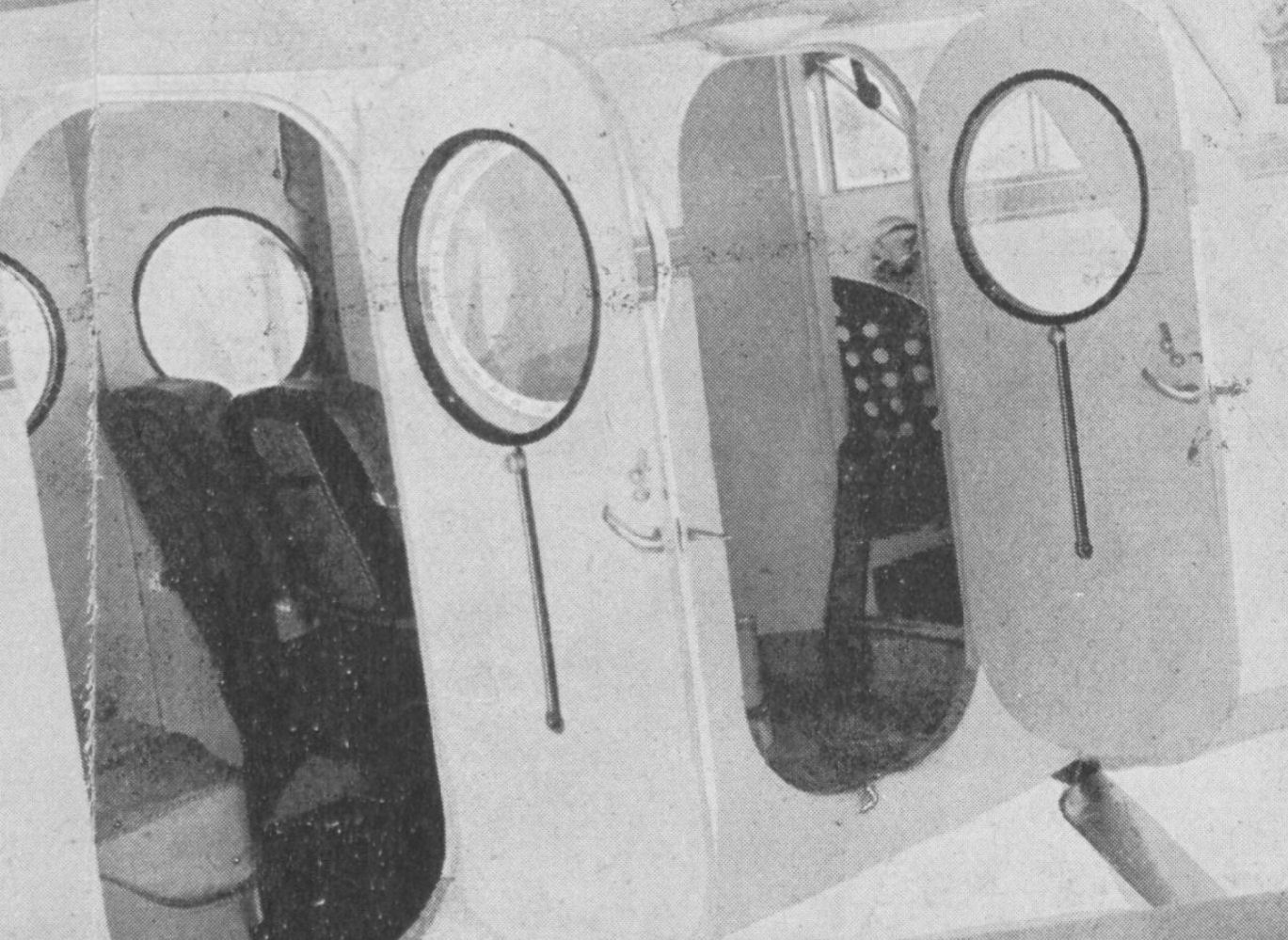
Cabine d'un F.190 en 1929.

Données d'Aviafrance.
F.190
Production principale avec un moteur de 230 ch (170 kW) Gnome et Rhône 5Ba, 57 exemplaires construits.
F.191
Propulsé par un moteur Gnome et Rhône 5Bc de 240 ch (180 kW) pour les vols longue distance. Un exemplaire construit pour un client au Portugal.
F.192
Version avec un moteur Salmson 9Ab de 230 ch (170 kW), 22 exemplaires construits.
F.192/1
Version avec un moteur Salmson 9Aba de 280 ch, 2 exemplaires construits.
F.193
Version avec un moteur Farman 9Ea de 250 ch, 22 exemplaires construits.
F.193/1
Version avec un moteur Farman 9Ebr de 280 ch, un exemplaire construit.
F.194
Version avec un moteur Hispano-Suiza 6Mb de 250 ch, 4 exemplaires construits.
F.195
Version avec un moteur Salmson 9Ab de 230 ch, 6 exemplaires construits pour le Venezuela.
F.196
Version avec un moteur Gnome & Rhône 7Kb de 300 ch, un exemplaire construit.
F.197
Version avec un moteur Lorraine 7Me Mizar de 240 ch, 9 exemplaires construits.
F.197S
Version ambulance du F.197.
F.198
Version avec un moteur Renault 9Pa de 250 ch, 2 exemplaires construits.
F.199
Version avec un moteur Lorraine 9Na Algol de 300 ch, 6 exemplaires construits.

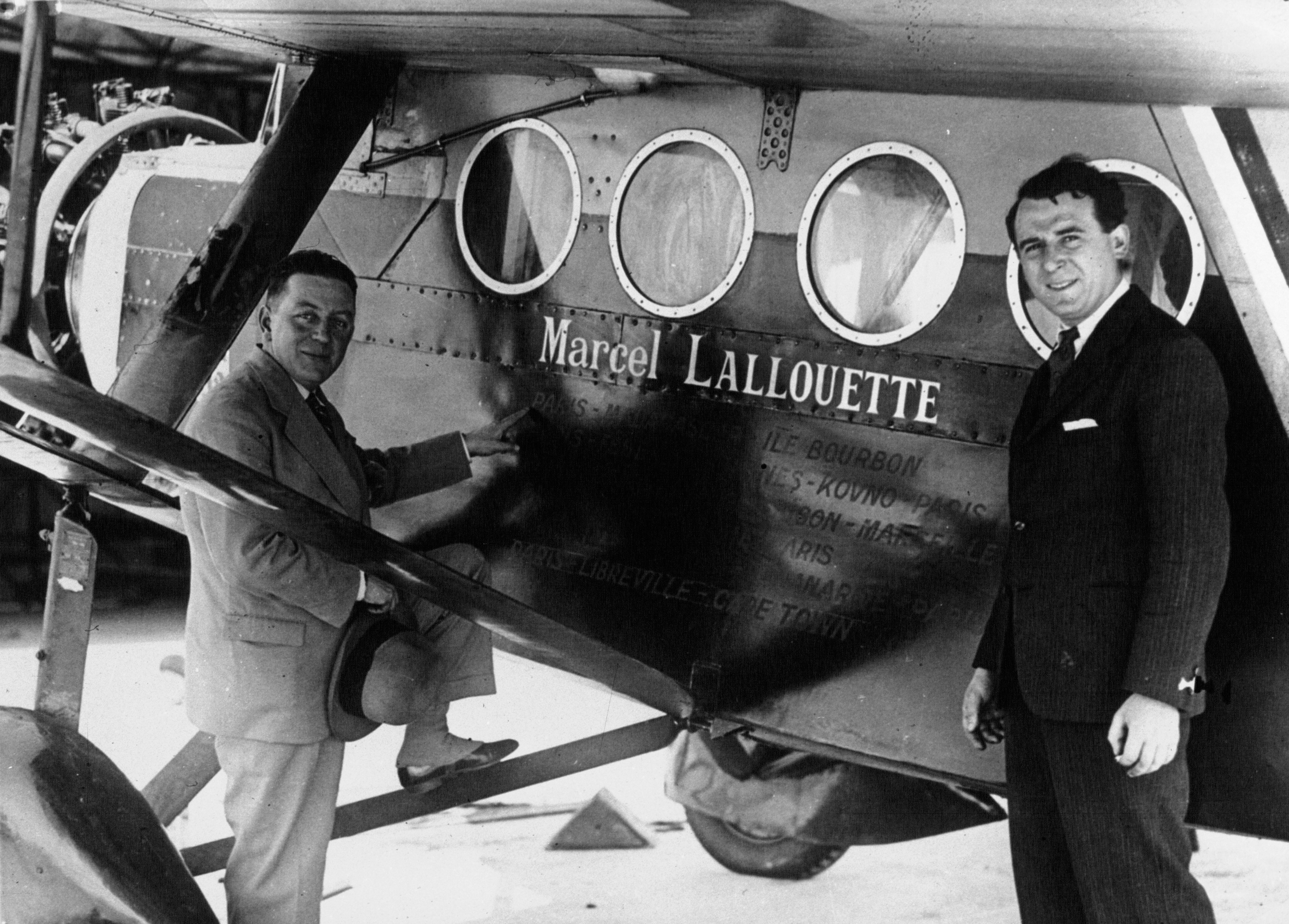
Le F.199 F-ARJY en 1931.

C'est avec un Farman F.199 que Marcel Goulette, René Marchesseau et Bourgeois réaliseront la première liaison de l'histoire entre la France et la Réunion, l'appareil en question, immatriculé F-AJRY, disposant d'un Salmson 9AB de 230 chevaux.
F.390
Version avec un moteur Farman 7Ear de 150 ch, 6 exemplaires construits.
F.391
Version avec un moteur Farman 9Ecr de 190 ch, 4 exemplaires construits.
F.392
Version avec un moteur Farman 7Ear de 150 ch, 4 exemplaires construits.
F.393
Version avec un moteur Farman 9Ecr de 190 ch, 11 exemplaires construits.

## Les opérateurs

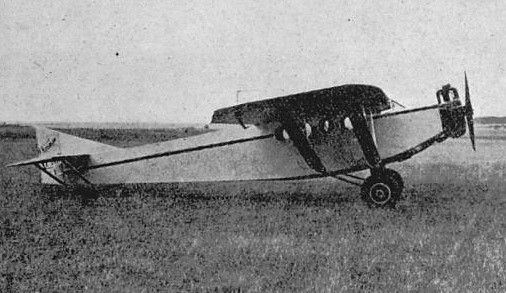
Farman F.190 en 1929.

### Opérateurs civils
France
- Air Afrique
- Air France
- Air Orient
- Air Union
- CIDNA

 Lituanie
- Aéroclub de Lituanie

 Portugal
- SPELA

 Roumanie
- LARES

 Royaume de Yougoslavie
- Aeroput (en)

### Opérateurs militaires
Brésil
- Force aérienne brésilienne

 Portugal
- Force aérienne portugaise

 République Espagnole
- Forces aériennes de la République espagnole[3]

 Venezuela
- Aviation nationale du Venezuela

 Uruguay
- Force aérienne uruguayenne

## Spécifications (F.190)
- Équipage : 1 pilote
- Capacité : 4 passagers
- Longueur : 10,45 m
- Envergure : 14,40 m
- Hauteur : 3 m
- Superficie des ailes : 10,2 m2
- Nombre de moteur : 1
- Type de moteur : Gnome et Rhône 5Ba
- Puissance : 230 ch (170 kW)
- Vitesse maximale : 185 km/h
- Portée : 850 km
- Plafond : 5 150 m